# تویوتا ترسل
تویوتا ترسل (Toyota Tercel) خودرویی است که در سال‌های Aug ۱۹۷۸ تا ۲۰۰۰در تویوتا، آیچی و ژاپن تولید شده‌است.
این خودرو در کلاس خودرو کامپکت کوچک قرار گرفته، است.